# Phare de Beachy Head
Le phare de Beachy Head est un phare construit au pied de la falaise de Beachy Head dans le comté du Sussex de l'Est en Angleterre.
Ce phare est géré par la Trinity House Lighthouse Service de Londres, l'organisation de l'aide maritime des côtes de l'Angleterre, jusqu'au 1er juillet 1976 par l'autorité portuaire.
Il est maintenant protégé en tant que monument classé du Royaume-Uni de Grade II depuis 2010.

## Histoire
Le phare a été construit de 1900 à 1902 sous la direction de sir Thomas Matthews, ingénieur en chef de la Trinity House. Il est situé à environ 165 mètres en mer depuis la base des falaises. Pour sa construction, un téléphérique provisoire a été installé du haut de la falaise pour le transport des ouvriers et des pierres menant à une plate-forme métallique adjacente au phare. 3 660 tonnes de granit de Cornouailles ont été utilisées dans la construction de la tour.
Pendant plus de 80 ans, la tour peinte en blanc avec des rayures rouge a été occupée par trois gardiens de phare. Leur travail était de maintenir la lumière tournante, émettant deux flashs blancs toutes les 20 secondes. Cette lumière était alors visible jusqu'à 48 km en mer. Le phare a été entièrement automatisé en 1983 et les gardiens ont été retirés.
En juin 2010, Trinity House a annoncé dans le cadre de l'étude quinquennale Aids to Navigation Review que la portée de la lumière serait réduite à 15 km et que le signal de brouillard serait interrompu. En février 2011, les travaux ont été entrepris et la portée de la lumière a été réduite grâce à l'installation d'un nouveau système de feux de navigation à LED. L'ancienne lentille, bien qu'elle ne soit plus utilisée, a été laissée in situ. Le signal de brouillard a également été interrompu à ce moment.
Trinity House a annoncé en 2011 qu'il ne pouvait plus se permettre de repeindre les rayures distinctives rouge et blanc et qu'il faudrait laisser la tour revenir à son gris granit naturel. Il a déclaré aussi que, parce que les bateaux ont maintenant des systèmes de navigation de haute technologie, le marquage de jour avec les rayures n'était plus essentiel. Cependant, une campagne parrainée pour garder les rayures a été lancée en octobre de 2011. Les 27 000 £ exigés ont été soulevés. La tour a été repeinte en octobre. Cinq couches de peinture ont été appliquées à la lanterne de cuivre au sommet et trois sur chaque cerceau de la tour.
Identifiant : ARLHS : ENG-005 - Amirauté : A0840 - NGA : 1140 .
|                       |
| Construction du phare |

|                      |
| Phare de Beachy Head |

### Lien connexe
- Liste des phares en Angleterre